# 東園基文

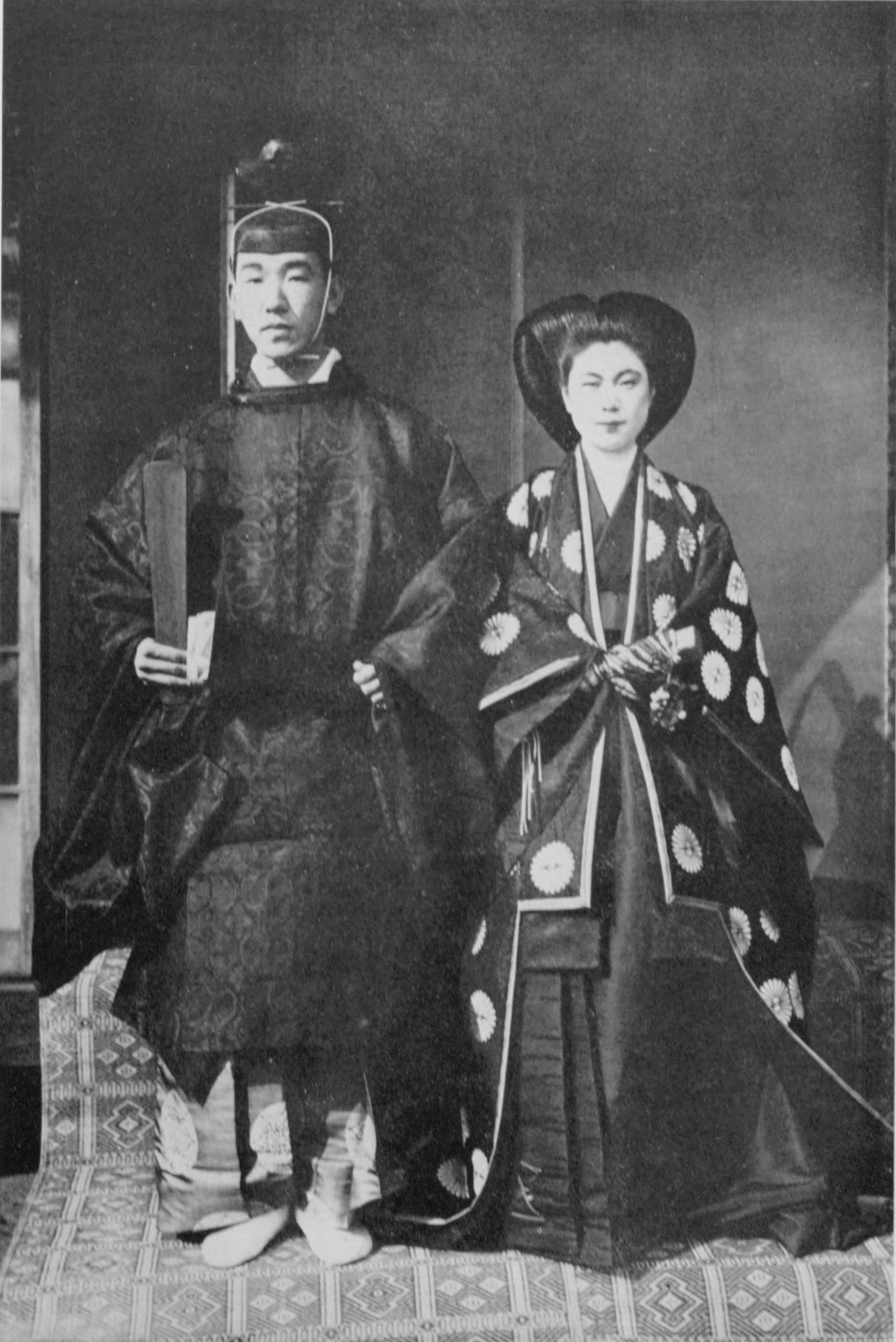
東園基文（左）。妻・佐和子（北白川宮成久王の第2王女）と。1935年

東園 基文（ひがしその もとふみ、1911年〈明治44年〉1月28日 - 2007年〈平成19年〉4月12日）は、日本の華族、宮内官僚。東園家14代当主。初名は伊達 宗文。
東園基光子爵の相続人となる。1934年（昭和9年）9月19日、家督を継承し、子爵を襲爵した。戦後は、宮内庁掌典長や神社本庁統理などを務めた。

## 生涯
伊達邦宗伯爵三男として宮城県仙台市に生まれる。学習院を経て北海道帝国大学農学部に進学した。同大学では馬術部に所属し、1931年に出場した第3回全日本学生馬術選手権大会で優勝したほか、第2代主将を務めた。
1934年大学を卒業し、東宮傅育官任官。同年大日本帝国陸軍騎兵少尉。1940年皇后宮事務官。日本の降伏後、1947年宮内府事務官兼侍従兼東宮侍従。1977年からは掌典長を務め、即位の礼や大嘗祭にあたった。そのほか、明仁上皇や常陸宮正仁親王へ馬術の指導も行った。1982年従三位勲二等瑞宝章。1998年神社本庁統理、伊勢神宮崇敬会会長。2001年神社本庁顧問。
2007年（平成19年）4月12日、肺炎のため目黒区内の病院で死去。同年5月18日に青山葬儀所で葬儀が行われ、常陸宮正仁親王、正仁親王妃華子、島津久永、島津貴子らが参列した。
2008年（平成20年）1月19日、日本馬術連盟より同連盟功労者に選出され、功労者賞が追贈された。同賞は同年2月26日に長男の東園基政より北海道大学馬術部へ寄贈された。

## 系譜
出典がないものは霞会館 1996b, pp. 388–389を参照している。
- 妻：佐和子女王
  - 長男：東園基政
  - 長女：岩瀬陽子 - 岩瀬敬一朗夫人
  - 次男：東園基宏
  - 三男：東園基治
  - 次女：川﨑里子 - 川﨑文一郎夫人

妻・佐和子の母が明治天皇の第七皇女・房子内親王であるため、基文の子供たちは明治天皇の曾孫にあたる。
長男の東園基政（1938年生）は1961年に学習院大学理学部物理学科卒業後いすゞ自動車入社、いすゞセラミックス研究所社長を経て、学校法人学習院常務理事、学習院桜友会会長。その妻・登志子は朝吹四郎（朝吹常吉四男）の娘。次男の東園基宏（1942年生）は学習院大学経済学部卒業後全日本空輸入社、全日空商事代表取締役副社長を経て、2005年ハウステンボス社長就任。三男の東園基治（1944年生）はいすゞ海外商品企画部長を経て2005年に医薬品開発ベンチャーのワイズセラピューティクスのCOOに就任。長女・陽子は三越常務・岩瀬敬一朗の妻。敬一朗は、戦後の三越を再建し中興の祖と言われた辣腕社長・岩瀬英一郎の長男で、三越事件、坂倉芳明大型損失事件の渦中にあった人物。

### 書籍出典
1. 1 2 3 4  霞会館 1996b, p. 388.
2. ↑  霞会館 1996b, p. 56.
3. ↑  『官報』第2318号 1934, 「叙任及辞令」.
4. ↑  霞会館 1996b, p. 388–389.
5. ↑  霞会館 1996a, pp. 35–36.
6. ↑  『日経コンピュータ』第686号　2007.9.3、「経営の本音　ハウステンボス　代表取締役社長　東園　基宏氏〜ＩＴ化で利益体質へ転換従業員をマルチタスクに」
7. ↑  『ベンチャー経営論』長谷川博和、東洋経済新報社, 2018/01/19、第6章「最良の経営チームをどのように構築するのか　ケース　ワイズセラピューティクス」

### サイト出典
1. 1 2 3 4  東園基文氏に日本馬術連盟から「功労者賞」 - 北海道大学馬術部後援会、2018年9月24日閲覧。
2. ↑  全日本学生馬術選手権大会（貸与馬）成績 1930 - 1960年 - ウェイバックマシン（2018年9月24日アーカイブ分）
3. 1 2  東園基文氏を偲んで - ウェイバックマシン（2008年12月26日アーカイブ分）
4. ↑  東園基文氏死去／元宮内庁掌典長 - ウェイバックマシン（2023年1月15日アーカイブ分）
5. ↑  東園基文氏「功労者賞」を北大馬術部へ寄贈 - 北海道大学馬術部後援会、2018年9月24日閲覧。
6. ↑  東園基政学習院大学史料館、ミュージアムレター第24号、2014年2月
7. ↑  会長からのご挨拶　～秋の行事に向けて学習院桜友会、2015/9/1
8. ↑  歴戦の百貨店人と歩く日本橋　生き残りの決め手は「お客さま目線」サンケイビズ、2018.12.7
9. ↑  
東京地方裁判所 昭和５７年（特わ）３８７１号 判決大判例
10. ↑  『時代を変えた「同級生」たち　週刊文春　シリーズ昭和（５）世代論篇』文藝春秋, 2017/12/18 , p108-110

### 官報
- 『官報』第2318号、1934年9月20日。

| 日本の爵位    | 日本の爵位                                | 日本の爵位        |
| ------------- | ----------------------------------------- | ----------------- |
| 先代 東園基光 | 子爵 東園家第3代 1934年 - 1947年          | 次代 華族制度廃止 |
| その他の役職  |                                           |                   |
| 先代 細川護貞 | 伊勢神宮崇敬会会長 第6代：1998年 - 2006年 | 次代 豊田章一郎   |